# KLB (álbum de 2000)
KLB é o álbum de estreia do trio pop KLB, lançado em junho de 2000. É um dos mais bem-sucedidos álbuns da banda pelo número de cópias vendidas e singles de sucesso nas rádios, foi produzido pelo compositor Piska,  responsável também pela maioria das composições do disco. Neste disco estão os quatro primeiros e principais sucessos do KLB, que são: "A Dor Desse Amor", "Ela Não Está Aqui", "Estou Em Suas Mãos" e "Por Que Tem Que Ser Assim?". KLB foi o segundo disco mais vendido no Brasil nos anos 2000, e recebeu disco de diamante pela venda de mais de 1 milhão de cópias.
As faixas de sucesso são "A Dor Desse Amor" (versão em português de "A puro dolor" de Omar Alfanno para o grupo "Sound by four") "Ela Não Está Aqui" (versão em português de "I'd Love You to Want Me", do cantor norte-americano Lobo), "Estou Em Suas Mãos", "Por Que Tem Que Ser Assim?" e "Ainda Vou Te Encontrar" (composta por Kiko, em homenagem a uma namorada que morreu num acidente de carro no ano de 1999).

## Faixas
| #   | Título                                        |
| --- | --------------------------------------------- |
| 1.  | "Ficar por Ficar"                             |
| 2.  | "Estou em Suas Mãos"                          |
| 3.  | "Por Que Tem Que Ser Assim?"                  |
| 4.  | "Tudo Bem"                                    |
| 5.  | "Ela Não Está Aqui" (I'd Love You to Want Me) |
| 6.  | "Meu Primeiro Amor"                           |
| 7.  | "Muito Estranho" (Cuida Bem de Mim)           |
| 8.  | "Uma Noite de Amor"                           |
| 9.  | "A Dor Desse Amor" (A Puro Dolor)             |
| 10. | "Ainda Vou Te Encontrar"                      |
| 11. | "Quero Ficar Com Você"                        |
| 12. | "Te Amo Demais"                               |
| 13. | "O Que Vai Ser de Nós Dois?"                  |

## Certificações
| Brasil (ABPD)                             | Diamante | 2001 | 1.500.000* |
| *número de vendas baseado na certificação |          |      |            |